# 中予地方局

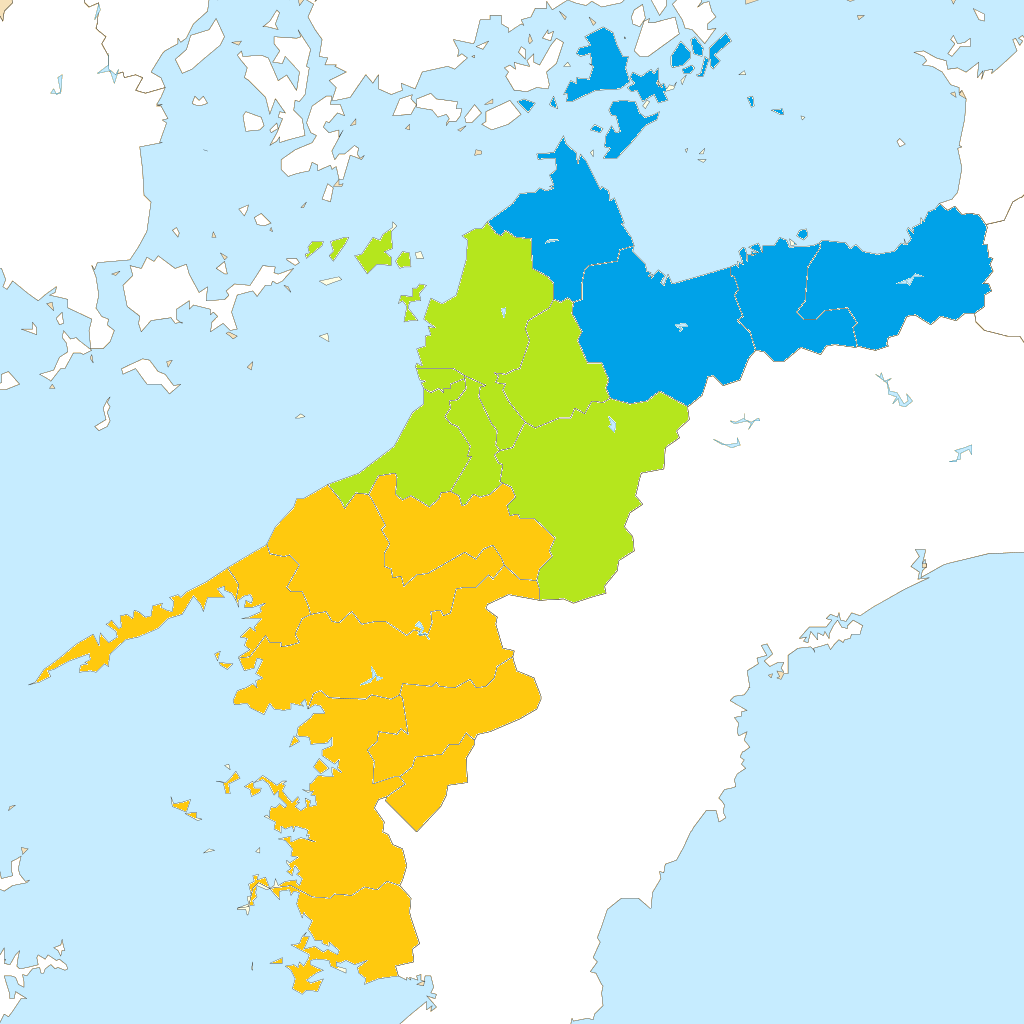
愛媛県 地域区分図
橙：南予　緑：中予　青：東予

中予地方局（ちゅうよちほうきょく）は、愛媛県の地方局（支庁）のひとつ。県の出先機関であり、県内の3つのブロック地方のうち中予地方と呼ばれる6市町を所管区域とする。
2008年4月、従来の県民サービスの最前線拠点としての役割に加え、「現地即決・現地完結」に主眼を置いた広域行政の中核拠点としての発展を目指すことを目的に、従前の5地方局から3地方局体制に移行した。その際、松山地方局から現在の名称に変更された。
庁舎は松山市にある。

## 組織・主な業務

### 総務企画部
- 総務県民課（行政事務処理の総合指導及び調整 / 国際交流 / 消費生活 / NPO･ボランティア / 青少年健全育成 / 男女共同参画 / 情報公開など）
  - 消防防災安全室（交通安全 / 消防防災 / 危機管理）
- 地域政策課（地域振興 / 市町への助言 / 広報広聴 / 県民相談など）
- 税務管理課（納税 / 納税証明など）
  - 納税室
- 課税課（課税 / 申告 / 免税軽油の手続きなど）

### 健康福祉環境部（中予保健所）
- 企画課＊（地域保健に関する調査・研究 / 災害救護 / 薬局の開設 / 献血の啓発 / 医師・看護師免許 / 保健・衛生検査など）
- 地域福祉課（社会福祉法人・施設等の指導監督 / 介護保険・老人福祉 / 児童・母子福祉 / 生活保護 / 身体障害者・知的障害者・精神障害者施策など）
- 健康増進課＊（健康増進対策 / 栄養改善・栄養士免許 / 精神保健 / 結核・感染症対策 / 難病・母子保健対策など）
- 生活衛生課＊（食品衛生 / 生活衛生など）
- 環境保全課＊（水道 / 廃棄物 / 公害防止など）

＊印が付いている課は中予保健所に属する組織。

### 産業経済部
- 産業振興課（地域産業の振興 / 農業制度資金 / 農地調整 / 地産地消 / 物産振興など）
  - 商工観光室（地域経済情勢調査 / 商工団体 / 貸金業 / 中小企業労働相談 / 観光 / 労働組合 / 雇用対策など）
  - 地域農業室（地域農業担い手育成 / 普及指導計画推進など）
    - 久万高原農業指導班
    - 伊予農業指導班

  - 産地育成室（特産地育成 / 新技術の普及指導など）
- 農村整備第一課（土地改良事業 / 農地防災事業 / 農業水利調整など）
  - 企画検査室
- 農村整備第二課
- 森林林業課（林業技術普及 / 造林 / 保安林 / 治山林道 / 林業制度資金など）
- 久万高原森林林業課（久万高原地域の林業技術普及 / 造林 / 保安林 / 治山林道 / 林業制度資金など）
- 水産課（地域漁業の振興 / 漁業担い手育成 / 漁業調整 / 漁港漁場整備 / 漁業制度資金など）
- 中予家畜保健衛生所

### 建設部
- 管理課（工事施行手続 / 建設業 / 許認可など）
- 用地課（用地取得・補償 / 登記嘱託など）
- 建設企画課（土木事業の企画調整 / 設計審査・成績評定 / 市町事業との調整など）
- 河川砂防課（河川 / 砂防）
- 道路第一課（松山市内の道路事業）
- 道路第二課（伊予市、東温市、松前町、砥部町の道路事業）
- 特定事業課（松山外環状道路、港湾・海岸事業、都市公園事業など）
- 鉄道高架課（鉄道高架事業）
- 久万高原土木事務所（久万高原地域の土木事業）
  - 用地管理課
  - 河川砂防課
  - 道路課

### 出納室
（会計事務の指導監督など）

## 所管地域内の市町村

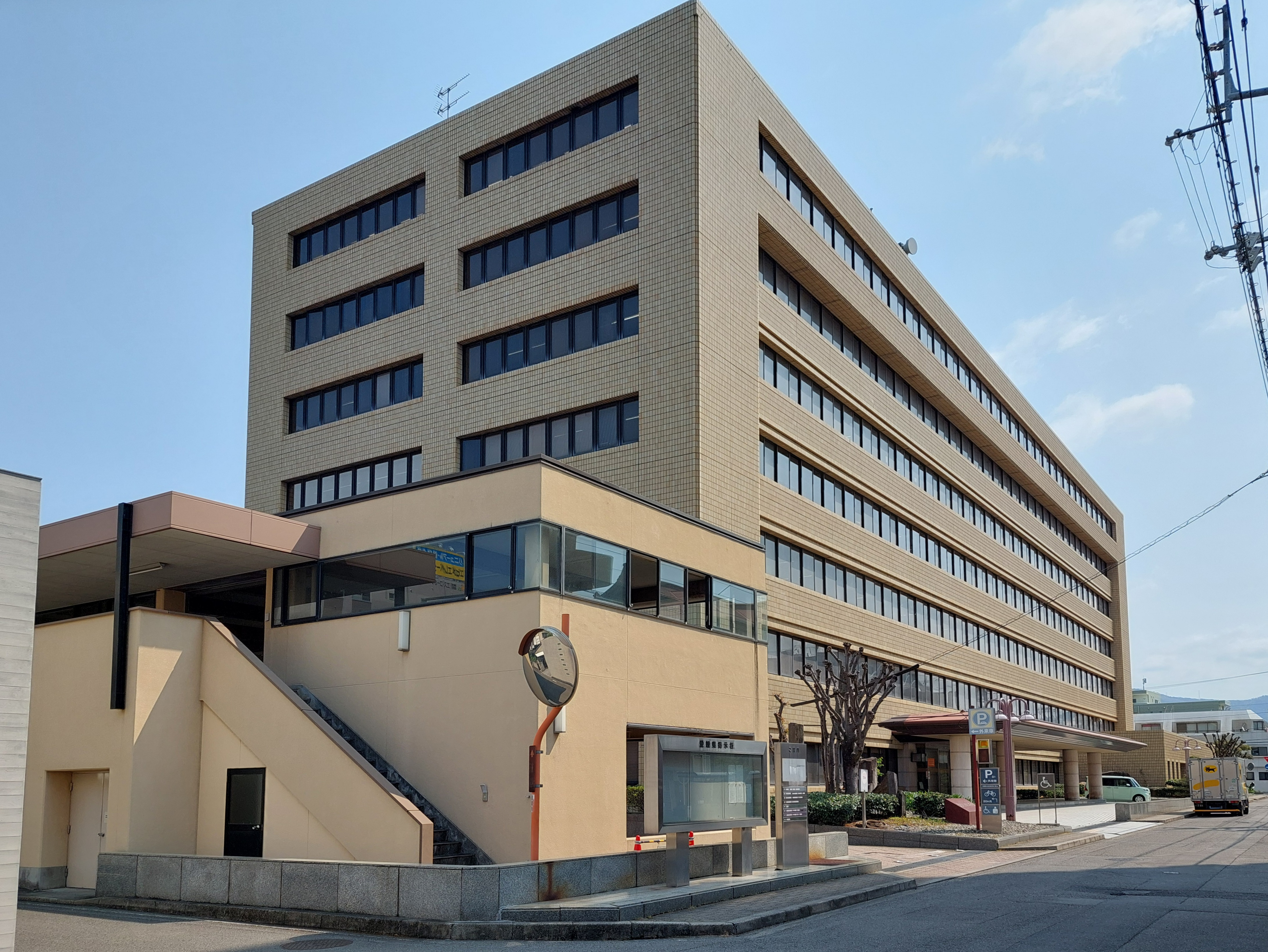
愛媛県中予地方局

- 松山市
- 伊予市
- 東温市
- 久万高原町
- 松前町
- 砥部町